# Dieter Riedel
Dieter Riedel (* 16. September 1947 in Gröditz) ist ein ehemaliger deutscher Fußballspieler sowie späterer -trainer und -funktionär. In der höchsten Spielklasse des DDR-Fußballs, der Oberliga, spielte er für Dynamo Dresden. Dabei wurde er fünfmal Meister und zweimal Pokalsieger. Bei den Olympischen Spielen 1976 errang er mit der DDR-Olympiaauswahl die Goldmedaille. Von 1995 bis 1997 war Dieter Riedel Präsident des 1. FC Dynamo Dresden.

## Sportliche Laufbahn

### Meisterspieler mit Dynamo Dresden
Riedel, der mit zehn Jahren bei der BSG Stahl Gröditz mit dem Fußballspiel begonnen hatte, wurde 1966 zu Dynamo Dresden delegiert. Zuvor hatte er im April 1966 als Linksaußenstürmer ein Länderspiel mit der DDR-Juniorennationalelf bestritten. In der Partie gegen Polen war er einer der beiden Torschützen beim 2:0-Sieg der DFV-U-18 in Leipzig.
Als Stürmer auf der Rechtsaußenposition begann der 1,70 Meter große Riedel seine Laufbahn in der DDR-Oberliga am 1. Spieltag der Saison 1967/68 in der Begegnung Dynamo Dresden – 1. FC Magdeburg (1:1). Am Saisonende standen für ihn insgesamt 13 Oberligapartien zu Buche. Er hatte durchgängig auf verschiedenen Sturmpositionen gespielt, allerdings ohne Torerfolg. Dynamo Dresden musste nach dieser Saison in die zweitklassige DDR-Liga absteigen. Mit 19 Einsätzen von 30 Punktspielen und zwei Toren war Riedel am sofortigen Wiederaufstieg der Dresdner beteiligt. Während seiner 15 Punktspieleinsätze in der folgenden Oberligasaison 1969/70 hatte er endgültige seine Stammposition als Rechtsaußenstürmer gefunden, auf der er in den nächsten Jahren mit Gert Heidler eine gefährliche Flügelzange bildete. Schon im zweiten Jahr nach dem Wiederaufstieg gelang Dynamo Dresden mit dem Double von Meisterschaft und Pokalsieg ein großer Erfolg. Riedel war an der Meisterschaft mit 19 Punktspielen und sechs Toren ebenso beteiligt wie am Pokalsieg, den er am 12. Juni 1971 als Rechtsaußen nach einem 2:1-Sieg über den BFC Dynamo feierte.
Weitere Meistertitel unter der Mitwirkung von Riedel folgten 1973 (beteiligt mit 22 Punktspielen und vier Toren), 1976 (26/7), 1977 (18/3) und 1978 (18/6). Am 28. Mai 1977 holte sich Riedel nach einem 3:2-Sieg über den 1. FC Lok Leipzig seinen zweiten Pokalsieg.

### Auswahleinsätze und Olympiasieg
1973 wurde Riedel in den Kader der Nachwuchsauswahl aufgenommen. Seinem ersten Nachwuchsländerspiel am 21. November 1973 gegen Ungarn, in dem er beim 1:1 das Tor für die DDR erzielte, ließ er bis Ende 1975 sechs weitere Länderspiele folgen. Unter ihnen waren die beiden Endspiele um die U-23-EM 1974 gegen Ungarn, mit denen die DDR nach 3:2 und 0:4 Vizeeuropameister wurde.
Zu dieser Zeit war Riedel bereits A-Nationalspieler. Am 27. März 1974 hatte er sein Debüt in der DDR-Nationalmannschaft gegeben, als er im Spiel gegen die Tschechoslowakei (1:0) 68 Minuten als Mittelstürmer eingesetzt worden war, ehe er von seinem Mannschaftskollegen Hans-Jürgen Kreische abgelöst wurde. Er zählte auch zum vorläufigen Kader der Buschner-Elf für die WM 1974 in der Bundesrepublik, wurde aber für das finale Turnieraufgebot nicht berücksichtigt.
An dem in diesen Jahren großen Angebot an guten Stürmern kam Riedel nicht vorbei, sodass er über den Status als Ersatzspieler nicht hinaus kam und bis 1978 insgesamt nur vier A-Länderspiele ohne Torerfolg bestritt.
Ein Einsatz als Einwechselspieler verhalf Riedel zum größten Erfolg seiner Fußballlaufbahn. Im ersten Vorrundenspiel des olympischen Fußballturniers 1976 in Kanada am 18. Juli 1976 gegen die Amateure Brasiliens (0:0) wurde er im Verlauf der Partie als Mittelstürmer eingesetzt und hatte sich damit die Goldmedaille erspielt, die die DDR-Olympiaauswahl nach einem 3:1-Endspielsieg über Polen gewann. Für diesen Erfolg wurde er mit dem Vaterländischen Verdienstorden in Bronze ausgezeichnet.

### Europapokalspiele
Während seiner aktiven Zeit in Dresden absolvierte die Dynamomannschaft 50 Europapokalspiele. Davon bestritt Riedel 46, in denen er acht Tore erzielte. Am 20. September 1967 war er beim ersten europäischen Pokalspiel der Dresdner dabei, bei der Begegnung Dynamo – Glasgow Rangers (1:1) im Messestädte-Pokal 1967/68. Mit seinem 1:1-Ausgleichstor war Riedel auch der erste Europapokaltorschütze der Dresdner. Zu seinen bemerkenswertesten Europapokalspielen gehören die Viertelfinalspiele im UEFA-Pokal 1972/73 gegen den FC Liverpool (0:2, 0:1) und die Spiele gegen Bayern München im Meistercup 1973/74 (3:4, 3:3).

### Karriereende
Kurz vor Beendigung seiner Laufbahn als Fußballspieler konnte Riedel in der Saison 1978/79 noch einen persönlichen Erfolg erringen. In dieser Spielzeit, in der Dynamo Dresden ohne Titel blieb, erzielte Riedel in 22 Punktspielen neun Tore und wurde damit in seiner 12. Saison erstmals aber auch einmalig Torschützenkönig der Dresdner. In der Saison 1979/80 deutete sich das Ende seiner Oberligakarriere an, der 32-jährige Riedel kam zwischen dem 4. und 25. Spieltag nur noch in neun Oberligaspielen zum Einsatz, darunter nur vier über 90 Minuten. Sein letztes Oberligaspiel bestritt er am 3. Spieltag der Saison 1980/81 bei der Begegnung Rot-Weiß Erfurt – Dynamo Dresden (0:1) am 6. September 1980. Es war das 211. Oberligaspiel innerhalb seiner 15-jährigen Karriere, in der er auch 49 Oberligatore schoss.

## Weiterer Werdegang bei Dynamo Dresden und berufliche Laufbahn

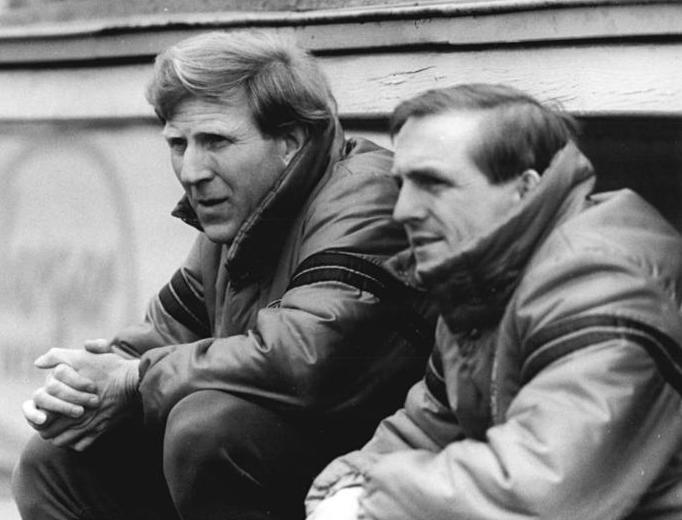
Dieter Riedel (r.) 1986 als Co-Trainer neben Klaus Sammer

Auch nach dem Ende seiner Karriere als Fußballspieler blieb Riedel bei Dynamo Dresden. Von 1982 bis 1986 war der Diplomsportlehrer Riedel unter Cheftrainer Klaus Sammer für das Training der Oberligamannschaft von Dynamo Dresden verantwortlich. Danach trainierte er im Nachwuchsbereich der Dynamos und wurde unter anderem in der Saison 1988/89 mit der SDG DDR-Jugendmeister und FDJ-Pokalsieger.
Nach der Wende von 1989 war er Marketingchef, Jugendleiter und Aufsichtsratsmitglied. Am 26. August 1995 wurde Riedel als Nachfolger des verhafteten Rolf-Jürgen Otto zum Präsidenten des Vereins gewählt. Dieses Amt übte er bis zum 2. September 1997 aus. Am 28. September 2006 ernannte die Mitgliederversammlung von Dynamo Dresden Riedel zum Ehrenmitglied des Vereins. Zwischen 2007 und 2009 war Riedel Mitglied des Dynamo-Aufsichtsrates. Seit Jahren betreut er ehrenamtlich die  Traditionsmannschaft der SG Dynamo Dresden. Bis 2001 arbeitete Riedel neben seiner Tätigkeit als Sportlehrer in einer Dresdner Mittelschule als Trainer beim BSC Freiberg.

## Zitat
„Der über Kinowelt als Feuerwehrmann installierte Rolf Schafstall war nur 57 Tage im Amt, 56 davon waren schon zu viel, so krass muss man das sagen. Sportlich hat er nichts bewegt, aber in der Mannschaft, im ganzen Klub und im Umfeld für helle Empörung gesorgt mit einer Folge an schlimmsten Beleidigungen. Er hat den Super-Besserwessi gespielt, alles und jeden niedergemacht. Dabei sorgte er für alle Eskapaden, die seinem Ruf voraus gingen, bis hin zum Alkoholmissbrauch.“ (Dieter Riedel im Jahre 1999 über den damaligen Dynamo-Trainer)

## Trivia
Sein Abschied vom Oberligakader der Dresdner Dynamos und damit vom aktiven Leitungssport wurde zweimal hintereinander, sowohl im Sommer 1980 als auch 1981, in der gemeinsamen Saisonvorschau von fuwo und Deutschem Sportecho verkündet.